# 998B busz (Budapest)
A budapesti 998B jelzésű éjszakai autóbusz körforgalomban közlekedett Rákoskeresztúron, kijelölt végállomása a Cinkotai autóbuszgarázsnál volt. Az éjszaka első felében, 2 óráig a 998-as busz közlekedett helyette, ami Régiakadémiatelepet és Rákoskeresztúrt az ellenkező irányban érintette. A viszonylatot a Budapesti Közlekedési Zrt. üzemeltette.

## Története
2022. május 7-étől a Cinkotai autóbuszgarázs felől a Gyöngytyúk utcába forduló hurokjáratok 998B jelzéssel közlekedtek. 2024. február 4-én üzemzárással a rákosmenti buszhálózat átalakítása miatt megszűnt, helyette a 908-as, 908A és a 998-as busz közlekedik.

## Útvonala
| Cinkotai autóbuszgarázs ► Rákoscsaba-Újtelep ► Cinkotai autóbuszgarázs |
| --- |
| Cinkotai autóbuszgarázs vá. – Bökényföldi út – Rákosligeti határút – Cinkotai út – Gyöngytyúk utca – XVII. utca – XVIII. utca – Ároktő út – Diadal utca – Bártfai utca – Szent Imre herceg út – Naplás út – Ananász utca – Fackh Károly tér – Ároktő utca – Ferihegyi út – Hősök tere – Ferihegyi út – Pesti út – Cinkotai út – Rákosligeti határút – Bökényföldi út – Cinkotai autóbuszgarázs vá. |

## Megállóhelyei
Az átszállási kapcsolatok között az azonos útvonalon, de Rákoskeresztúron és Régiakadémiatelepen ellenkező irányban közlekedő 998-as busz nincs feltüntetve.
| 0  | Cinkotai autóbuszgarázs induló végállomás |                          |
| 0  | Vidor utca                                | 968                      |
| 2  | Tarack utca                               |                          |
| 3  | XVIII. utca                               |                          |
| 3  | Ároktő út                                 |                          |
| 4  | Bártfai utca                              |                          |
| 4  | Harsona utca                              |                          |
| 5  | Rákoscsaba-Újtelep vasútállomás           |                          |
| 6  | Tura utca                                 |                          |
| 7  | Rákoscsaba vasútállomás                   |                          |
| 7  | Aranykút utca                             |                          |
| 8  | Jászivány utca                            |                          |
| 8  | Jászágó utca                              |                          |
| 9  | Almásháza utca                            |                          |
| 10 | Bártfai utca                              |                          |
| 10 | Ároktő út                                 |                          |
| 11 | XVII. utca                                |                          |
| 11 | Hősök tere                                |                          |
| 12 | Rákosliget vasútállomás                   |                          |
| 19 | Rákoskeresztúr, városközpont              | 956, 980, 990            |
| 19 | Szent kereszt tér                         | 956, 980, 990            |
| 20 | Bakancsos utca                            | 956, 980, 990            |
| 22 | Rétsár utca                               | 968                      |
| 22 | Gyöngytyúk utca                           | 968                      |
| 23 | Vidor utca                                | 968                      |
| 25 | Cinkotai autóbuszgarázs érkező végállomás | 908, 968, 992, 996, 996A |